# Gmach Sądu Rejonowego w Grodzisku Wielkopolskim
Gmach Sądu Rejonowego w Grodzisku Wielkopolskim – eklektyczny budynek sądowy zlokalizowany w Grodzisku Wielkopolskim przy ulicy Żwirki i Wigury 3. 
Obiekt wzniesiono w 1905 r. w stylu neobarokowym. Prace budowlane rozpoczęły się w kwietniu 1904 r. Projekt budynku ówczesnego sądu powiatowego został opracowany przez Ministerstwo Robót Publicznych pod nadzorem architekta Saala. Budową zajęła się firma Wilhelma Gutsche, a jej koszt wyniósł 196 tys. marek. Wyposażenie kosztowało dodatkowo 14 600 marek. Ozdobną elewację budynku wykonano z piaskowca pochodzącego z okolic dzisiejszej Warty Bolesławieckiej.
Na zapleczu sądu powstało więzienie, które od 1976 r. jest zakładem poprawczym. Obok przy ul. Więziennej 1 znajduje się przebudowany dawny dom sędziego z ok. 1905 r. Siedziba sądu należy do najbardziej reprezentacyjnych i okazałych budowli Grodziska Wielkopolskiego. W jego sąsiedztwie znajduje się również zabytkowy budynek starostwa powiatowego.